# Acorralat (pel·lícula de 2013)
Acorralat (originalment en anglès, Officer Down) és una pel·lícula d'acció estatunidenca de 2013 dirigida per Brian A. Miller. Stephen Dorff interpreta un policia corrupte que busca la redempció. S'ha doblat al català.

## Sinopsi
Mentre investiga una sèrie de crims contra dones joves, un agent de policia, en Dorff, busca ser redimit.

## Repartiment
- Stephen Dorff com el detectiu David "Cal" Callahan
- Dominic Purcell com a Royce Walker
- David Boreanaz com el detectiu Les Scanlon
- Bree Michael Warner com el detectiu Brogan
- Brette Taylor com a la fiscal assistent de districte Loughlin
- AnnaLynne McCord com a Zhanna Dronova
- Zoran Radanovich com a Ivan Zavalon/Sergei Dronov
- Soulja Boy Tell 'Em com a Rudy
- Jas Anderson com a Ellis Dracut
- Stephen Lang com el tinent Jake LaRussa
- James Woods com el capità John Verona
- Elisabeth Röhm com a Alexandra Callahan
- Walton Goggins com el detectiu Nick Logue/Angel
- Laura Harris com a Ellen Logue
- Tommy Flanagan com el pare Reddy
- Oleg Taktarov com a Oleg Emelyanenko
- Johnny Messner com a McAlister
- Kamaliya com a Katya
- Bea Miller com a Lanie Callahan
- Marisa Pierinias com a Monica Logue
- A.K. Debris com a James
- Misha Kuznetsov com a Sergei Dronov

## Desenvolupament
La pel·lícula es va anunciar per primera vegada el 3 de maig de 2011. El rodatge va començar més tard aquella setmana a Connecticut. El guió de la pel·lícula va ser escrit per John Chase i dirigit per Brian A Miller. Les primeres imatges del plató es van revelar el 6 de maig de 2011.
Al Festival de Canes de 2012, es va anunciar que la pel·lícula seria distribuïda per Anchor Bay. El cartell oficial de la pel·lícula també es va revelar al mateix festival.

## Estrena
Anchor Bay va programar una estrena limitada el 18 de gener de 2013 i va recaptar 1.463 dòlars als Estats Units.